# Hylsfjord
Le Hylsfjord est un fjord de la municipalité de Suldal, dans le comté de Rogaland, en Norvège. Le fjord fait 20 kilomètres de long. Il débute à la petite zone de Hylen à l’ouest. Il se termine juste au nord du village de Sand, où il rejoint le Saudafjord et ensemble, ils forment le Sandsfjorden, une branche intérieure du Boknafjord. La centrale hydroélectrique de Hylen, d’une capacité de 160 mégawatts (210 000 ch), est située à l’extrémité intérieure du Hylsfjord. Le fjord est relativement peu urbanisé le long de ses rives, il y a seulement quelques petits hameaux, Vanvik étant le plus grand.